# 趙惟魚
趙維魚（1537年—？），又作趙惟魚，字夢龍，號玄冲，山東濟南府齊河縣人，軍籍，明朝政治人物。

## 生平
嘉靖三十七年（1558年）戊午科山東鄉試第二名，萬曆二年（1574年）甲戌科會試第四十六名，登三甲第一百三十五名進士。授河南仪封县知县。

## 家族
曾祖趙禎，曾任所大使；祖父趙符節；父趙瑞卿，曾任選貢生。母王氏。永感下。兄维熊、维羆。